# Onychogomphus
Onychogomphus es un género de libélula de la familia Gomphidae.

## Géneros
Este género contienen las siguientes especies:
| - Onychogomphus acinaces Laidlaw, 1922 - Onychogomphus aequistylus Selys, 1892 - Onychogomphus annularis Selys, 1894 - Onychogomphus assimilis Schneider, 1845 - Onychogomphus banteng Lieftinck, 1929 - Onychogomphus boudoti Ferreira, Velo-Anton., Brochard, Vieira, Celio Alves, Thompson, Watts & Brito 2014 - Onychogomphus bwambae Pinhey, 1961 - Onychogomphus cacharicus Martin, 1904 - Onychogomphus castor Lieftinck, 1941 - Onychogomphus cazuma 2020 - Onychogomphus choui (Chao & Liu, 1989) - Onychogomphus costae Selys, 1885 - Onychogomphus dingavani Fraser, 1924 - Onychogomphus emiliae Legrand, 1992 - Onychogomphus flavifrons Selys, 1894 - Onychogomphus flexuosus (Schneider, 1845) - Onychogomphus forcipatus (Linnaeus, 1758) - Onychogomphus grammicus (Rambur, 1842) - Onychogomphus kerri Fraser, 1933 - Onychogomphus kitchingmani Pinhey, 1961 - Onychogomphus lefebvrii (Rambur, 1842) - Onychogomphus maclachlani Selys, 1894 - Onychogomphus macrodon Selys, 1887 - Onychogomphus maculivertex (Selys, 1891) - Onychogomphus malabarensis (Fraser, 1924) | - Onychogomphus meghalayanus Lahiri, 1987 - Onychogomphus nigrescens Pinhey, 1952 - Onychogomphus nilgiriensis Fraser, 1922 - Onychogomphus perplexus Lieftinck, 1935 - Onychogomphus pilosus (Martin, 1911) - Onychogomphus pollux Lieftinck, 1941 - Onychogomphus procteri Chao, 1954 - Onychogomphus rappardi Lieftinck, 1937 - Onychogomphus ridens Needham, 1930 - Onychogomphus risi (Fraser, 1922) - Onychogomphus rossi Pinhey, 1966 - Onychogomphus saundersii Selys, 1854 - Onychogomphus schmidti Fraser, 1937 - Onychogomphus serrulatus Baumann, 1898 - Onychogomphus seydeli (Schouteden, 1934) - Onychogomphus styx Pinhey, 1961 - Onychogomphus supinus Selys, 1854 - Onychogomphus thienemanni Schmidt, 1934 - Onychogomphus treadawayi Müller & Hämäläinen, 1993 - Onychogomphus uncatus (Charpentier, 1840) - Onychogomphus vadoni Paulian, 1961 - Onychogomphus viridicostus (Oguma, 1926) |